# Ingrid Haberland
Ingrid Haberland (* 1931 in Hannover; † vor oder am 29. Januar 2025) war eine deutsche Autorin und galt als Expertin für die Werke Wilhelm Buschs. Sie leitete von 1974 bis 1993 als stellvertretende Direktorin das Wilhelm Busch – Deutsches Museum für Karikatur und Zeichenkunst in Hannover.

## Schriften
- Sämtliche Briefe. Kommentierte Ausgabe in 2 Bänden / Wilhelm Busch, hrsg. von der Wilhelm-Busch-Gesellschaft e.V. Hannover, kommentiert von Friedrich Bohne unter Mitarbeit von Paul Meskemper und Ingrid Haberland [diesem Nachdr. liegt ein Original der limitierten Ausgabe von 1968/69 zugrunde], Hannover: Schlüter, 1982, ISBN 3-87706-188-5
  - Band 1: Briefe 1841 bis 1892
  - Band 2: Briefe 1893 bis 1908
- Die Bildergeschichten / Wilhelm Busch, [die erste] historisch-kritische Gesamtausgabe, im Auftrag der Wilhelm-Busch-Gesellschaft, hrsg. von Herwig Guratzsch und Hans Joachim Neyer, bearbeitet von Hans Ries unter Mitwirkung von Ingrid Haberland, 3 Bände. Schlütersche, Hannover 2002, ISBN 3-87706-650-X; 2., überarbeitete Auflage 2007, ISBN 978-3-89993-806-7.